# Революционный военный совет
Революцио́нный вое́нный сове́т (сокр. Реввоенсове́т, аббрев. РВС, Революцио́нный вое́нный сове́т респу́блики аббрев. РВСР, Р. В. С. Р.) — высший коллегиальный орган управления и политического руководства Вооружёнными силами РСФСР (1918—1923) и Вооружёнными Силами СССР (1924—1934).
Революционный военный совет создан на основании постановления ВЦИК, от 2 сентября 1918 года, о превращении Советской республики в «военный лагерь», действовал в соответствии с положением, утверждённым постановлением ВЦИК от 30 сентября 1918 года.

## История
В ноябре — декабре 1917 года, в связи с окончательным разложением вооружённых сил, Октябрьской революцией, и развалом органов военного управления, Русских гвардии, армии, флота и так далее, большевики перешли к созданию вооружённых сил рабочих и крестьян. Так согласно декрету Совнаркома, от 4 марта 1918 года, во время подписания в Бресте условий мира с Германской империей и её союзниками, был создан Высший военный совет (В.В.С.), при этом была упразднена должность Главковерха. В.В.С. были поставлены две основные задачи:
- оперативное руководство вооружёнными силами, выдвинутыми в «завесу» на западной и южной границе Республики против германской армии и её союзниками;
- организация и комплектование вооружённых сил Республики[4].

Задачи и функции В. В. С., в сентябре 1918 года, перешли к созданному в это время Революционному Военному Совету Республики (Р.В.С.Р.).

## Р.В.С.Р

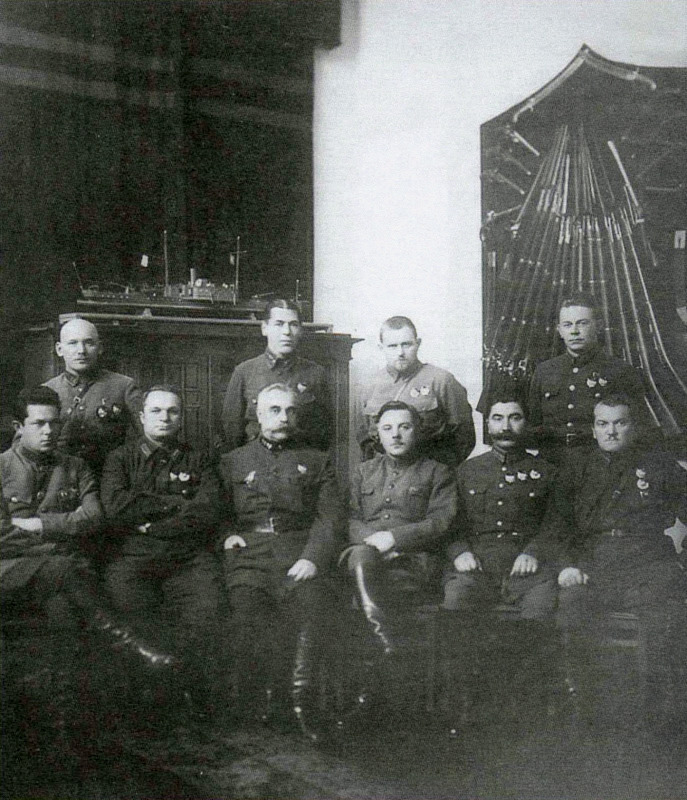
Члены Реввоенсовета СССР и другие главные военные деятели СССР. Первый ряд (слева направо): И. Э. Якир, А. И. Егоров, С. С. Каменев, К. Е. Ворошилов, С. М. Буденный, М. К. Левандовский; второй ряд (стоят): К. А. Авксентьевский, Б. М. Шапошников, И. П. Белов, И. П. Уборевич. Декабрь 1927 года

Революционный военный совет Республики (РВСР) с 6 сентября 1918 года по 20 июня 1934 года, с 28 августа 1923 года наименован — Реввоенсовет СССР, был высшим коллегиальным органом военной власти в государстве рабочих и крестьян.
Члены РВСР намечались ЦК РКП(б) и утверждались Совнаркомом. Количество членов РВСР было непостоянным и составляло, не считая председателя, его заместителей и Главкома, от двух до 13 человек. Всего за время существования РВСР его членами были 53 человека.
Председателем РВСР был Народный комиссар по военным и морским делам Республики после создания Союза ССР должность называлась Народный комиссар по военным и морским делам СССР. В его функции входил контроль за правильностью претворения политики РКП(б) в военном строительстве в государстве.
Один заместитель председателя (должность учреждена в октябре 1918 года) через Управление делами РВСР и Всероглавштаб руководил центральным и местным военным аппаратом, координировал его деятельность с работой Главного командования, являлся докладчиком по военным вопросам в партийных и правительственных органах, в ведении второго заместителя (должность введена в 1924 году) находились вопросы боевой подготовки войск.
Руководство и управление Красной армией РВСР осуществлял через подчинённые ему штабы и управления:
- Управление делами РВСР
- Полевой штаб Реввоенсовета Республики (до 10 февраля 1921 года)
- Всероглавштаб (до 10 февраля 1921 года)
- Штаб РККА (с 10 февраля 1921 года)
- Всероссийское бюро военных комиссаров (позже Политотдел и Политическое управление РВСР)
- Высшую военную инспекцию
- Центральное управление снабжения
- Морской отдел
- Военно-революционный трибунал
- Военно-законодательный совет

и другие.
14 октября 1918 года РВСР издал приказ № 94, пункт 11 которого гласил: «Сформировать Военно-Революционный трибунал при Революционном Военном Совете Республики под председательством т. Данишевского и членов тт. Мехоношина и Аралова». 15 октября 1918 года для руководства и управления артиллерией была учреждена должность инспектора артиллерии при штабе Революционного военного совета республики.
Постановлением ЦИК и СНК СССР от 20 июня 1934 года РВС СССР был упразднён.

## Состав РВСР и РВС СССР

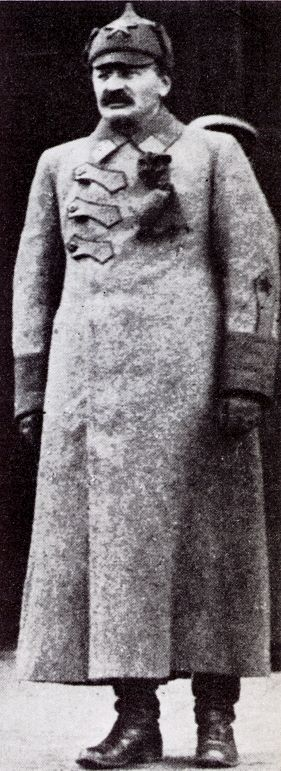
Лев Троцкий — первый председатель РВСР, 1919 год

### Председатели
1. Троцкий, Лев Давидович (6 сентября 1918 — 26 января 1925)
2. Фрунзе, Михаил Васильевич (26 января 1925 — 31 октября 1925)
3. Ворошилов, Климент Ефремович (6 ноября 1925 — 20 июня 1934)

### Заместители председателя
1. Склянский, Эфраим Маркович (22 октября 1918 — 11 марта 1924)
2. Фрунзе, Михаил Васильевич (11 марта 1924 — 26 января 1925)
3. Уншлихт, Иосиф Станиславович (6 февраля 1925 — 2 июня 1930)
4. Лашевич, Михаил Михайлович (6 ноября 1925 — 20 мая 1927)
5. Каменев, Сергей Сергеевич (20 июня 1927 — 20 июня 1934)
6. Гамарник, Ян Борисович (2 июня 1930 — 20 июня 1934)
7. Уборевич, Иероним Петрович (2 июня 1930 — 11 июня 1931)
8. Тухачевский, Михаил Николаевич (11 июня 1931 — 20 июня 1934)

### Главкомы ВС Республики
1. Вацетис, Иоаким Иоакимович (6 сентября 1918 — 8 июля 1919)
2. Каменев, Сергей Сергеевич (8 июля 1919 — 28 апреля 1924)

### Члены
1. Кобозев, Пётр Алексеевич (6 сентября 1918 — 27 апреля 1919)
2. Мехоношин, Константин Александрович (6 сентября 1918 — 8 июля 1919)
3. Раскольников, Фёдор Фёдорович (6 сентября 1918 — 27 декабря 1918)
4. Данишевский, Карл Юлий Христианович (6 сентября 1918 — 27 апреля 1919)
5. Смирнов, Иван Никитич (6 сентября 1918 — 8 июля 1919)
6. Розенгольц, Аркадий Павлович (30 сентября 1918 — 8 июля 1919, 28 августа 1923 — 10 декабря 1924)
7. Аралов, Семен Иванович (30 сентября 1918 — 8 июля 1919)
8. Юренёв, Константин Константинович (30 сентября 1918 — 8 июля 1919)
9. Подвойский, Николай Ильич (30 сентября 1918 — 8 июля 1919)
10. Альтфатер, Василий Михайлович (15 октября 1918 — 24 апреля 1919)
11. Невский, Владимир Иванович (30 сентября 1918 — 10 мая 1919)
12. Антонов-Овсеенко, Владимир Александрович (30 сентября 1918 — 10 мая 1919, 4 августа 1922 — 5 февраля 1924)
13. Смилга, Ивар Тенисович (8 мая 1919 — 24 марта 1923)
14. Рыков, Алексей Иванович (8 июля 1919 — сентябрь 1919)
15. Окулов, Алексей Иванович (3 января 1919 — 8 июля 1919)
16. Лебедев, Павел Павлович (20 марта 1923 — 2 февраля 1924)
17. Курский, Дмитрий Иванович (2 декабря 1919 — 5 января 1921)
18. Сталин, Иосиф Виссарионович (8 октября 1918 — 8 июля 1919, 18 мая 1920 — 1 апреля 1922)
19. Гусев, Сергей Иванович (21 июня 1919 — 4 декабря 1919, 18 мая 1921 — 28 августа 1923)
20. Данилов, Степан Степанович (28 августа 1923 — 2 февраля 1924)
21. Брюханов, Николай Павлович (7 февраля 1923 — 28 августа 1923)
22. Фрунзе, Михаил Васильевич (24 марта 1923 — 11 марта 1924)
23. Будённый, Семён Михайлович (28 августа 1923 — 20 июня 1934)
24. Богуцкий, Вацлав Антонович (28 августа 1923 — 2 февраля 1924)
25. Элиава, Шалва Зурабович (28 августа 1923 — 21 ноября 1925)
26. Мясников, Александр Федорович (28 августа 1923 — 23 марта 1925)
27. Хидыр-Алиев, Инагаджан (28 августа 1923 — 21 ноября 1925)
28. Везиров, Гейдар Садык оглы (28 августа 1923 — 2 февраля 1924)
29. Уншлихт, Иосиф Станиславович (28 августа 1923 — 6 ноября 1925)
30. Орджоникидзе, Григорий Константинович (2 февраля 1924 — 26 февраля 1927)
31. Каменев, Сергей Сергеевич (28 апреля 1924 — 20 мая 1927)
32. Ворошилов, Климент Ефремович (2 февраля 1924 — 6 ноября 1925)
33. Бубнов, Андрей Сергеевич (2 февраля 1924 — 1 октября 1929)
34. Лашевич, Михаил Михайлович (2 февраля 1924 — 6 ноября 1925)
35. Караев, Али-Гейдар (2 февраля 1924 — 21 ноября 1925)
36. Егоров, Александр Ильич (10 мая 1924 — 20 июня 1934)
37. Затонский, Владимир Петрович (10 мая 1924 — 21 ноября 1925)
38. Асаткин, Александр Николаевич (10 мая 1924 — 3 декабря 1924)
39. Зоф, Вячеслав Иванович (2 декабря 1924 — 20 августа 1926)
40. Еремеев, Константин Степанович (2 декабря 1924 — 21 ноября 1925)
41. Адамович, Иосиф Александрович (3 декабря 1924 — 21 ноября 1925)
42. Тухачевский, Михаил Николаевич (7 февраля 1925 — 11 июня 1931)
43. Баранов, Пётр Ионович (21 марта 1925 — 28 июня 1931)
44. Лукашин, Сергей Лукьянович (26 мая 1925 — 21 ноября 1925)
45. Муклевич, Ромуальд Адамович (20 августа 1926 — 31 декабря 1933)
46. Постников, Александр Михайлович (3 мая 1927 — 1 августа 1930)
47. Гамарник, Ян Борисович (11 октября 1929 — 2 июня 1930)
48. Якир, Иона Эммануилович (3 июня 1930 — 20 июля 1934)
49. Уборевич, Иероним Петрович (11 июня 1931 — 20 июня 1934)
50. Орлов, Владимир Митрофанович (20 июня 1931 — 20 июня 1934)
51. Алкснис-Астров, Яков Иванович (20 июня 1931 — 20 июня 1934)
52. Эйдеман, Роберт Петрович (26 февраля 1932 — 20 июня 1934)
53. Халепский, Иннокентий Андреевич (26 февраля 1932 — 20 июня 1934)

### При Реввоенсовете
При Реввоенсовете для особо важных поручений состояли военспецы:
- А. А. Брусилов, с 1924 года.

## Приказы
Ниже представлены некоторые приказы Революционного военного совета Республики и Революционного военного совета Союза ССР:
- № 221 «О пополнении до штатного состава Командных Курсов путем командирования красноармейцев», от 14 ноября 1918 года.
- № 297/42 «Об образовании Минского военного округа», от 28 ноября 1918 года.
- № 310 «Об обязанности военнослужащими носить реввоензнак — красную звезду», от 28 ноября 1918 года.
- № 1869 «Об обязательном выполнении нарядов Всероглавштаба на пополнение слушателями военно-учебных заведений», от 31 октября 1919 года.
- и другие.

## Р.В.С. объединений ВС Советской России
Реввоенсоветы (Революционные военные советы, РВС) — высшие коллегиальные органы военно-политического руководства объединениями Красной армии и Флота (фронты, армии, флоты, флотилии, а также некоторые группы войск), в 1918—1921 годах (на Дальнем Востоке — до ноября 1922 года, в Сибири — до января 1923 года, на Западном фронте — до апреля 1924 года, на Туркестанском фронте — до июня 1926 года).
Предшественниками РВC были военные советы участков Завесы.
Летом 1918 года, в условиях начала крупномасштабной Гражданской войны началось образование фронтов и армий. Одновременно возник новый орган управления войсками — РВС. Первый РВС создан 13 июня 1918 года на Восточном фронте РККА в составе главнокомандующего и 2 политических комиссаров.
В июне — августе 1918 года образованы РВС пяти армий Восточного фронта. 1 сентября состав РВС этих армий утверждён Наркомвоеном Л. Д. Троцким. В последующие месяцы РВС создавались на всех фронтах, флотах, флотилиях и во всех армиях по мере их образования.
Деятельность РВС регламентировалась Положением о командующем армиями фронта и о командующем армией, входившей в состав фронта (утверждены СНК РСФСР 5 декабря 1918 г.), и Положением о полевом управлении войск в военное время (утверждено РВСР 26 декабря 1918 г.).
Состав РВС был не постоянный. Обычно РВС фронта состояло из командующего и 2—4 человек (иногда 7), РВС армий — из командующего и 2—3 человек. Командующий самостоятельно решал оперативные и кадровые вопросы, но его директивы и приказы должен был подписать один из членов РВС. Помимо общего управления боевыми действиями войск, РВС руководил работой политотдела, реввоентрибунала, военного контроля (контрразведки), органов снабжения, санитарной службы и гражданского управления в прифронтовой полосе. РВС фронта утверждал начальника штаба армии. РВС при необходимости мог вмешиваться в распоряжения командующего и имел право отстранять его от должности. Члены РВС фронтов, как правило, назначались из числа членов ЦК РКП(б), утверждались РВСР. РВС имели права органов Советской власти. На освобождённых от противника территориях РВС создавал революционные комитеты (ревкомы).

## РВС в литературе

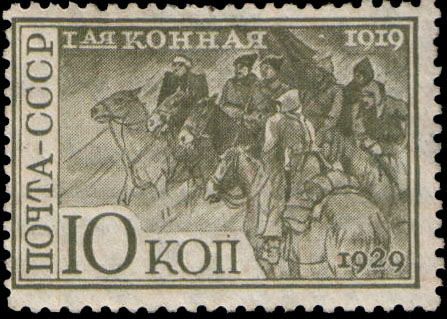
Почтовая марка СССР, 1930 год. Реввоенсовет

«Р. В. С.» — так называлось первое произведение для детей советского писателя Аркадия Гайдара.